# نبرد اشکلون
نبرد اشکلون (انگلیسی: Battle of Ascalon) در تاریخ ۱۲ اوت ۱۰۹۹ و در مدت کوتاهی پس از تسخیر اورشلیم روی داد و اغلب توسط مورخین جنگ‌های صلیبی به عنوان آخرین اقدام و رویداد در جنگ‌های صلیبی اول از آن یاد می‌شود. این ارتش صلیبی به رهبری گدفروای بوین توانستند لشکر فاطمی را شکست دهند و امنیت و ایمنی پادشاهی اورشلیم فراهم کنند، هنوز بر سر ارقام هر دو سپاه اختلاف وجود دارد چرا که لشکر خلفای فاطمی در برخی منابع ۲۰ هزار نفر و در برخی دیگر ۵۰ هزار نفر ذکر گردیده و این در حالی است که لشکر صلیبیون رقمی حدود ۱۰ هزار نفر می‌باشد
این اردوکشی در پاسخ به درخواست کمک نظامی از طرف آلکسیوس یکم، امپراتور بیزانس به وقوع پیوست. اوربان، سخنرانی‌اش را در شورای کلرمونت به تصمیم‌گیری در مورد این موضوع خاص اختصاص داد و پیشنهاد محاصرهٔ جنگی شهرهای نیقیه و انطاکیه، که به تازگی اشغال شده بودند را مطرح کرد؛ اگرچه، طبق اظهارات شاهدان عینی که پس از سال ۱۱۰۰ م به‌نگارش درآمده‌است، پاپ در سخنرانی‌اش در کلرمونت از اورشلیم و سرزمین مقدس به عنوان هدفی فرعی یاد کرده‌بود
جنگ صلیبی شاهزادگان که در مقایسه از سازماندهی نظامی و جنگی بسیار بهتری برخوردار بود، در اواخر تابستان ۱۰۹۶ م آغاز گشت؛ و سپاه آنان در میانهٔ نوامبر ۱۰۹۶ تا آوریل ۱۰۹۷ م به قسطنطنیه رسید. آن‌ها به آناتولی یورش برده و نیقیه را در ژوئن ۱۰۹۶ و انطاکیه را در ۱۰۹۷ م تسخیر کردند. صلیبیون در ژوئن ۱۰۹۹ م به اورشلیم رسیدند و در جریان حمله‌ای در ۷ ژوئیهٔ ۱۰۹۹ م، شهر را به کنترل خود درآورده و مدافعان را قتل‌عام کردند. تلاش کوچک فاطمیان که برای بازپس‌گیری اورشلیم انجام گردید، توسط صلیبیون در نبرد اشکلون دفع گردید.
آن‌ها هم‌زمان با فتوحاتشان، دولت‌هایی لاتین و صلیبی مانند پادشاهی اورشلیم، کنت‌نشین طرابلس، شاهزاده‌نشین انطاکیه و کنت‌نشین ادسا را پایه‌ریزی کردند. این برخلاف آرزوهای مذهب شرقی امپراتوری بیزانس محسوب می‌گردید. آنان خواستار بازگردانی سرزمین‌هایی بود که مسلمانان از آنان گرفته‌بودند ولی اکنون بیشترشان به دست لاتین‌های کاتولیک افتاده بود. پس از تصرف اورشلیم بیشتر صلیبیون به خانه‌هایشان بازگشتند که باعث آسیب‌پذیری پادشاهی صلیبی در مقابل مسلمانان در طول جنگ صلیبی دوم و سوم گردید.

## پیش از نبرد

### محاصره اورشلیم
صلیبیون هنگامی که به حومهٔ اورشلیم رسیدند با منطقه‌ای خشک و بدون گیاه و خالی از منابع آب و غذا مواجه شدند. در این مکان، هیچ دورنمایی برای رسیدن نیروی‌امدادی وجود نداشت و حتی بیم حملهٔ قریب‌الوقوع حاکمان محلی فاطمی نیز می‌رفت. هیچ امیدی به تلاش برای محاصره کردن شهر مانند آنچه در انطاکیه روی داده‌بود، وجود نداشت و صلیبیون از جنگجویان، پشتیبانی، آذوقه و زمان کافی برخوردار نبودند. در مقابل، آن‌ها تصمیم گرفتند تا مستقیماً به شهر یورش ببرند. صلیبیون دارای انتخاب‌های محدوی بودند زیرا برطبق تخمین‌ها از نیروی آنان، تنها ۱۲٬۰۰۰ نفر شامل ۱۵۰۰ سواره‌نظام باقی‌مانده بود. گادفری و تنکرد، در شمال شهر اردوگاهی ساخته بودند، ریموند اردوگاه خود را در جنوب شهر برپا کرد. علاوه بر این، نیروهای پروانسی نیز در ۱۳ ژوئن و در نخستین حمله شرکت نکردند. این اختلافات در میان سپاه صلیبیون به وحدت عمل آنان صدمه می‌زد. در نخستین حمله که احتمالاً بیشتر برای گمانه‌زنی از میزان توان استحکامات صورت پذیرفت، صلیبیون پس از رخنه کردن به دیوار بیرونی، در نفوذ به دیوار درونی شهر ناکام ماندند.

حملهٔ نهایی به اورشلیم در ۱۳ ژوئیه آغاز شد؛ نیروهای ریموند به دروازه جنوبی حمله کرده و در همان هنگام، گروه‌های دیگر به دیوار شمالی حمله نمودند. در ابتدا پروانسی‌ها در دروازه جنوبی پیشرفت کمی داشتند، اما وضعیت نیروها در دیوار شمالی در حالت بهتری قرار داشت؛ آنان آرام ولی به صورت پیوسته در حال از میان برداشتن مدافعان شدند. در روز ۱۵ ژوئیه، یورش نهایی در هر دو سمت شهر آغاز شد و در نهایت استحکامات لایهٔ درونی دیوار شمالی، تسخیر گشت. هراس به وجود آمده ناشی از این رویداد در مدافعان، آنان را بر آن داشت تا دیوارهای شهر را در هر دو سوی شهر رها کنند و در نهایت به صلیبیون اجازه دهند که وارد شهر شوند.

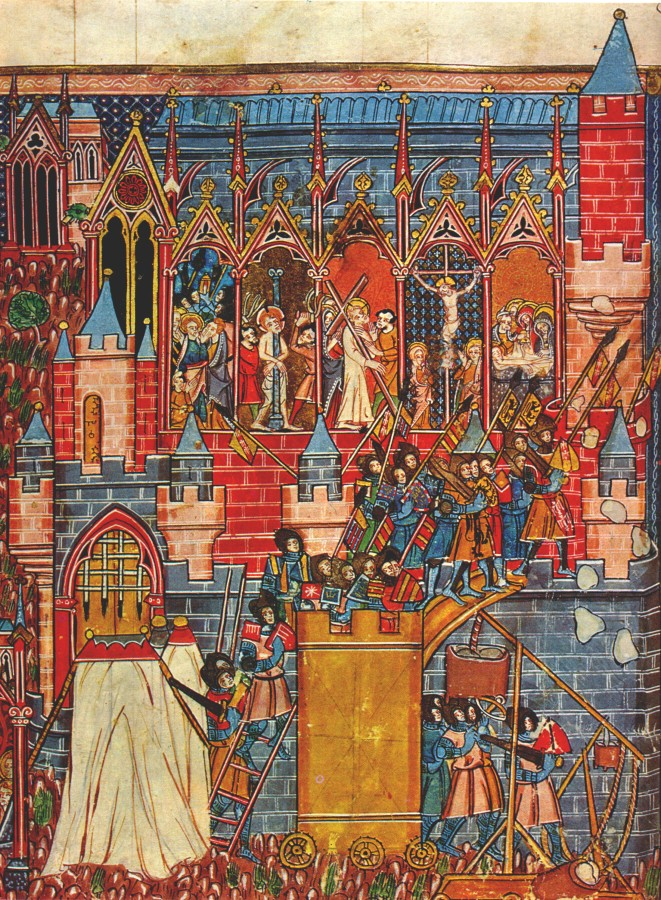
محاصره اورشلیم، تصویر شده در نسخه‌ای خطی از قرون وسطی

پس از حمله موفقیت‌آمیز به دیوار شمالی، مدافعان درحالی که توسط تنکرد و مردانش تعقیب می‌شدند، به سمت حرم شریف فرار کردند. پیش از آنکه مدافعان بتوانند منطقه را تسخیر کنند و سنگر بگیرند، مردان تنکرد به آنجا حمله، و بسیاری از مدافعان را سلاخی کردند و بازماندگان نیز در مسجد الاقصی پناه گرفتند. تنکرد کشتار را متوقف کرد و اعلام کرد، کسانی که در مسجد هستند مورد حمایت او و در امان خواهند بود. هنگامی که مدافعان دیوار جنوبی، دربارهٔ رویداد سقوط دیوار شمالی شنیدند، به سمت ارگ گریخته و اجازه دادند تا ریموند و پروانسی‌ها نیز وارد شهر شوند. افتخارالدوله، فرمانده پادگان شهر، در پی قراردادی با ریموند، ارگ را در قبال حفظ جان خود و محافظانش تسلیم او کرد و در عوض با امنیت و درپناه سپاه ریموند، به اشکلون رفت.
کشتار در ادامهٔ روز نیز ادامه یافت. تمام مسلمانان کشته شده و یهودیانی که در کنیسه جامع پناه گرفته بودند، بوسیلهٔ صلیبیون و همراه با کنیسه‌شان به آتش کشیده شدند. روز بعد، زندانیان تنکرد در مسجد الاقصی نیز کشته شدند. با این وجود، واضح است که برخی از مسلمانان و یهودیان این شهر از این کشتار، جان سالم به در برده یا فرار کردند یا برای دریافت خون‌بها به اسارت درآمدند. جمعیت مسیحی شرقی این شهر، پیش از محاصره توسط فرماندار شهر اخراج شده بودند و بدین ترتیب از این کشتار جان سالم بدر بردند.

### برپایی پادشاهی اورشلیم

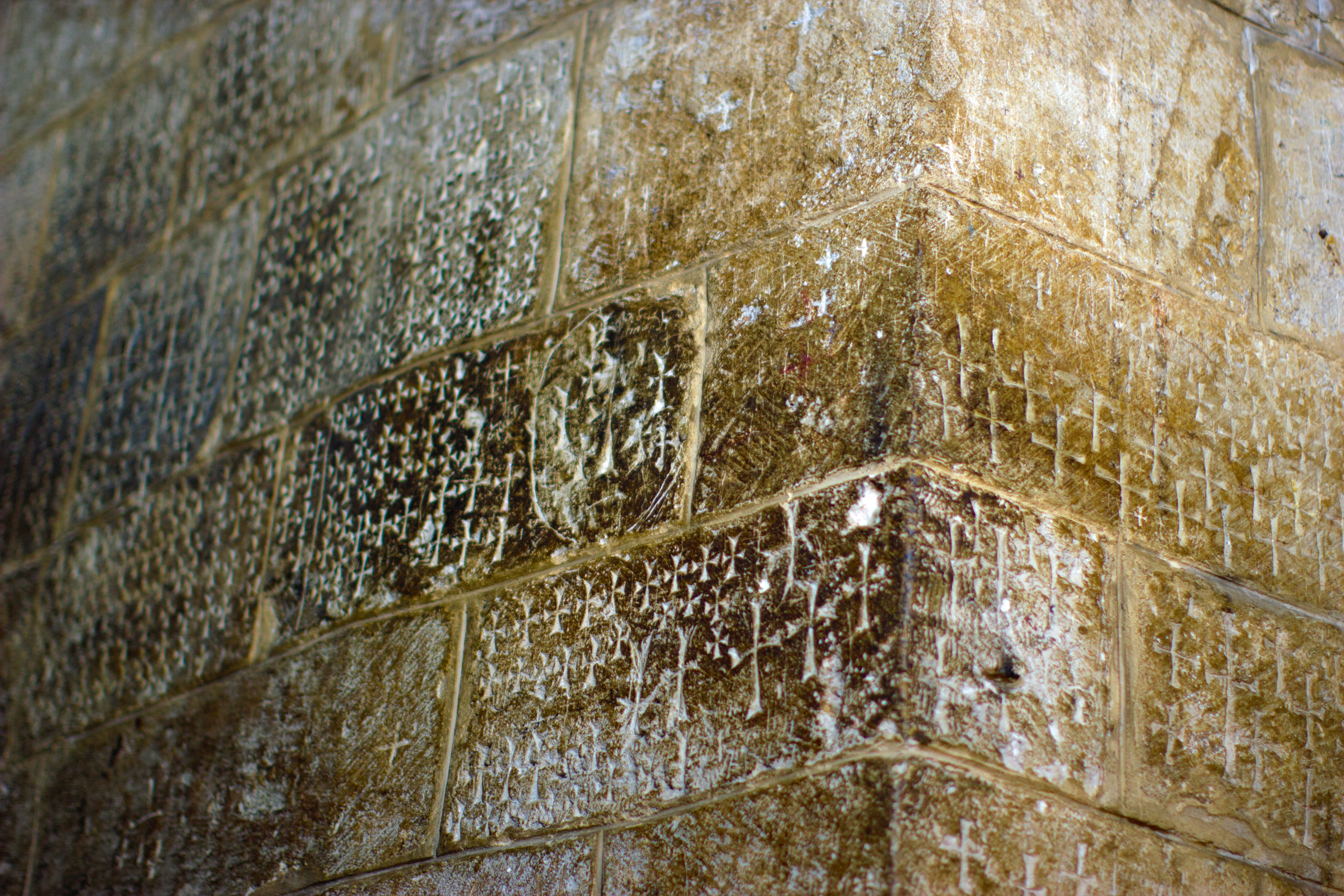
نوشته‌ای مربوط به صلیبیون در کلیسای مقبره مقدس، اورشلیم

در ۲۲ ژوئیه شورایی در کلیسای مقبره مقدس برپا شد تا پادشاهی برای پادشاهی تازه ایجاد شدهٔ اورشیلم برگزیند. ریموند تولوز در ابتدا شاید برای نشان دادن تقوایش، پادشاه شدن را نپذیرفت، اما احتمالاً امیدوار بود که دیگر نجیب‌زادگان بر انتخاب او در هر صورتی پافشاری بورزند. گادفری که پس از اعمال ریموند در محاصرهٔ انطاکیه محبوبیت بیشتری به دست آورده بود، جایگاه پادشاهی اورشلیم را پذیرفت اما عنوان پادشاه را برای خودش نپذیرفت. ریموند که از این ماجرا خشمگین شده‌بود، سپاهش را از شهر به مقصد حومه شهر خارج نمود.
ماهیت و معنی دقیق عنوان گادفری مورد بحث و اختلاف دیدگاه‌ها است. اگرچه به صورت گسترده‌ای ادعا شده که وی عنوان آدوکاتوس سانتی سپولکری («حامی» یا «مدافع» مقبره مقدس) را برگزیده‌است، اما این عنوان تنها در نوشته‌هایی که خود گادفری نویسندهٔ آن‌ها نبوده، موجود است. به جای آن، گادفری خودش را به طرز ابهام‌برانگیزی پرینچپس یا به طرز ساده‌ای دوکس از لورن سفلی می‌نامیده‌است. طبق گفتهٔ ویلیام صوری در اواخر سده دوازدهم میلادی، گادفری در آن هنگام جنگجویی افسانه‌ای در اورشلیم صلیبی محسوب می‌شد؛ او از برسر گذاشتن «تاج طلایی» در مکانی که مسیح «تاجی از خار» برسر داشت، خودداری کرد. رابرت راهب، تنها رویدادنگار دوره جنگ‌های صلیبی است که نوشته‌است گادفری عنوان «پادشاه» را برگزیده است.

## نبرد

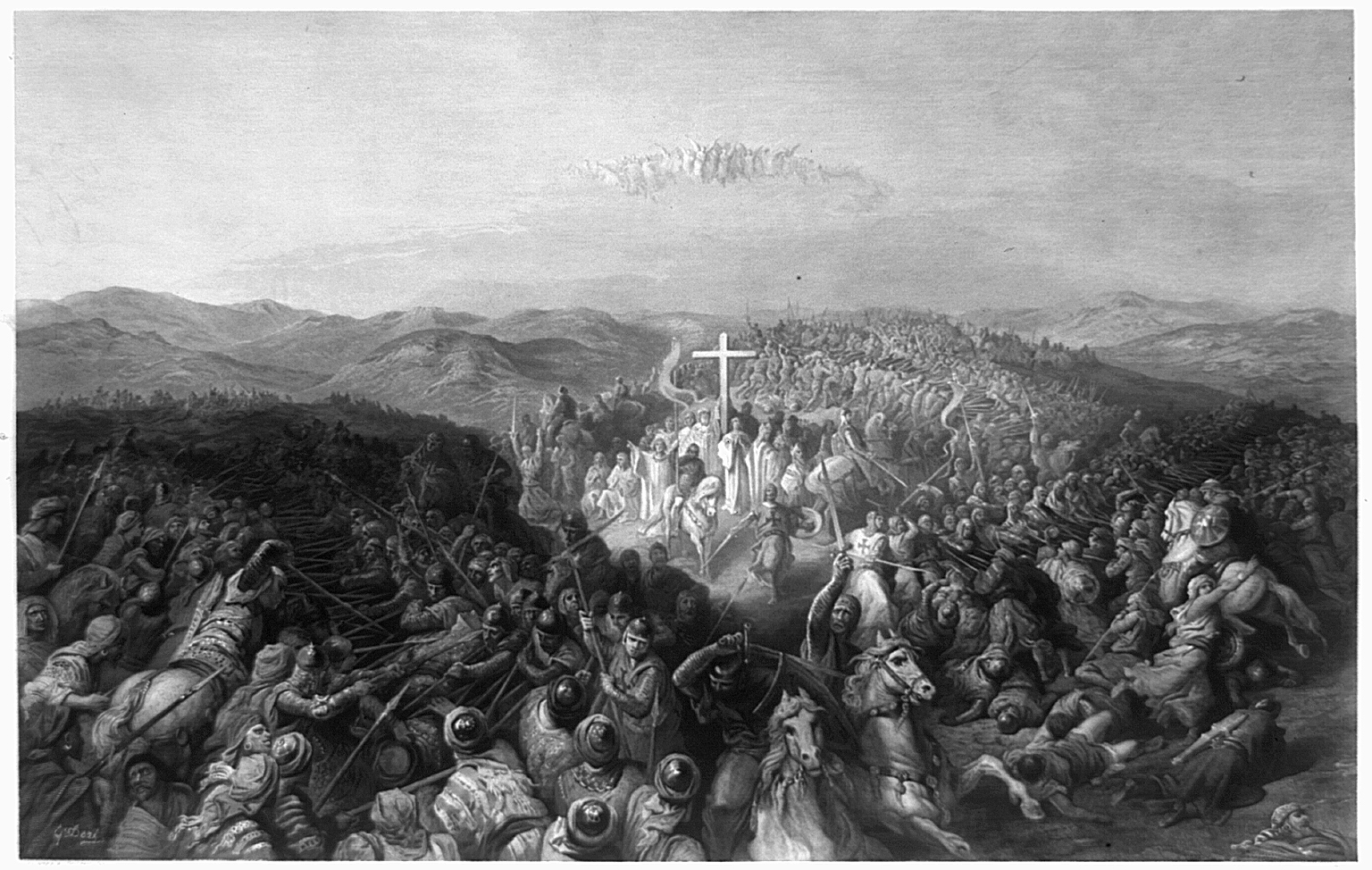
یک نقاشی از نبرد اشکلون، برپایهٔ تصویر اصلی‌ای از گوستاو دوره (۱۸۷۱)

صلیبیون در هنگام حرکت به سوی اورشلیم، تلاش کردند با فاطمیان مذاکره کنند ولی مفید واقع نشد. صلیبیون پس از تصرف اورشلیم متوجه شدند که فاطمیان در حال تدارک حمله‌ای به آنان هستند. در ۱۰ اوت گادفری بوین، سربازان باقی‌مانده را در یک راهپیمایی یک روزه از اورشلیم به سمت اشکلون هدایت کرد.
شمار سپاه فاطمیان که بین ۲۰٬۰۰۰ تا ۳۰٬۰۰۰ تن تخمین زده‌شده در نبرد شرکت کردند. سربازان آن‌ها شامل ترکان سلجوقی، عرب‌ها، پارس‌ها، کردها و اتیوپیایی‌ها می‌شد که توسط وزیر افضل شاهنشاه فرماندهی می‌شدند. در مقابل آن‌ها نیروهای صلیبی قرار داشتند، که شمار آن‌ها توسط ریموند آگیولرس پیرامون ۱۲۰۰ شوالیه و ۱۰٬۰۰۰ پیاده‌نظام تخمین زده شده‌است.
در روز ۱۲ اوت، پیش‌آهنگان صلیبی، محل برپایی اردوگاه فاطمیان را کشف کردند، سپس سپاه صلیبی‌ها به سرعت به سمت آنان حرکت نمود. براساس گفته‌های بیشتر صلیبیون و مسلمانان، فاطمیان غافلگیر شدند. به گفتهٔ آلبرت اکس، به دلیل آماده نبودن کامل سپاه فاطمیان، مدت نبرد نسبتاً کوتاه بود، اگرچه با این وجود، جابجایی نیروها مدت زمان زیادی نیاز داشت. پس از شکست در نبرد، افضل شاهنشاه و باقی‌ماندهٔ سپاه او به شهر مستحکم و دارای استحکامات اشکلون عقب‌نشینی کردند. روز بعد صلیبیون آگاه شدند که افضل شاهنشاه بوسیلهٔ کشتی کوچکی به مصر عقب‌نشسته‌است، بنابراین آن‌ها به غارت اردوگاه فاطمیان و چیزی‌های باقی‌مانده پرداختند. پس از بازگشت به اورشلیم، بیشتر صلیبیون سرزمین مقدس را ترک و به خانه‌های خود در اروپا بازگشتند.

## یادداشت
1. ↑  Advocatus Sancti Sepulchri
2. ↑  princeps
3. ↑  dux